# Hypharpax
Hypharpax es un  género de coleópteros adéfagos de a la familia Carabidae.

## Especies
Comprende las siguientes especies:
- Hypharpax aereus (Dejean, 1829)
- Hypharpax assimilis (Macleay, 1888)
- Hypharpax australasiae (Dejean, 1829)
- Hypharpax australis (Dejean, 1829)
- Hypharpax bostockii (Castelnau, 1867)
- Hypharpax convexiusculus (Macleay, 1871)
- Hypharpax deyrollei (Castelnau, 1867)
- Hypharpax flavitarsis Chaudoir, 1878
- Hypharpax flindersii (Castelnau, 1867)
- Hypharpax habitans Sloane, 1895
- Hypharpax interioris Sloane, 1895
- Hypharpax kingii (Castelnau, 1867)
- Hypharpax kreftii (Castelnau, 1867)
- Hypharpax moestus (Dejean, 1829)
- Hypharpax nitens Sloane, 1911
- Hypharpax obsoletus Blackburn, 1892
- Hypharpax peronii (Castelnau, 1867)
- Hypharpax puncticollis (Macleay, 1888)
- Hypharpax queenslandicus (Csiki, 1932)
- Hypharpax ranula (Castelnau, 1867)
- Hypharpax rotundipennis Chaudoir, 1878
- Hypharpax sculpturalis (Castelnau, 1867)
- Hypharpax sloanei Blackburn, 1891
- Hypharpax subsericeus (Macleay, 1888)
- Hypharpax vilis Blackburn, 1891